# هارولد إف. لوميس
هارولد إف. لوميس (بالإنجليزية: Harold F. Loomis)‏ هو عالم حشرات وعالم نبات أمريكي، ولد في 12 ديسمبر 1896 في فارمينغتون في الولايات المتحدة، وتوفي في 5 يوليو 1976 في ميامي في الولايات المتحدة.